# Egnatioides mendelssohni
Egnatioides mendelssohni är en insektsart som beskrevs av Fishelson 1993. Egnatioides mendelssohni ingår i släktet Egnatioides och familjen gräshoppor. Inga underarter finns listade i Catalogue of Life.